# Aeroportul Brno-Tuřany
Aeroportul Brno-Tuřany (IATA: BRQ, ICAO: LKTB) este un aeroport din Tuřany⁠(d), Brno-Tuřany⁠(d), Brno, Brno-Oraș⁠(d), Moravia de Sud, Cehia ce deservește zona Brno. Aeroportul a fost tranzitat în 2022 de 471.811 pasageri. A fost deschis în 1954 și numit după Tuřany⁠(d).
Situat la o altitudine de 237 m, aeroportul dispune de 2 piste. Este operat de Q115701551⁠(d).

## Infrastructură

### Piste
Aeroportul dispune de 2 piste. Pista 09/27 are suprafața de beton și dimensiunile 2.650 m × 60 m. Pista 08/26 are suprafața de Iarbă și dimensiunile 800 m × 30 m. 